# Fabian Gmeiner
Fabian Gmeiner (Dornbirn, 27 januari 1997) is een Oostenrijks professioneel voetballer, die bij voorkeur als rechtsback uitkomt. In 2020 verruilde hij Sportfreunde Lotte voor SC Austria Lustenau.

## Clubcarrière
Gmeiner speelde van 2011 tot 2016 in de jeugdelftallen van het Duitse VfB Stuttgart. Op 31 augustus 2016 maakte hij transfervrij de overstap naar N.E.C. Op 10 september 2016 debuteerde hij voor N.E.C. in de Eredivisie. Op 28 mei 2017 degradeerde hij met N.E.C. naar de Eerste divisie. Op 9 juni 2017 maakte hij de overstap naar Hamburger SV waar hij in het tweede team ingedeeld wordt dat uitkomt in de Regionalliga Nord. In 2019 ging Gmeiner naar Sportfreunde Lotte dat uitkomt in de Regionalliga West. Medio 2020 ging hij naar het Oostenrijkse SC Austria Lustenau dat uitkomt in de 2. Liga.

### Clubstatistieken
| Seizoen | Club                | Competitie        | Competitie | Competitie | Beker | Beker | Overig | Overig | Totaal | Totaal |
| Seizoen | Club                | Competitie        | Wed.       | Dlp.       | Wed.  | Dlp.  | Wed.   | Dlp.   | Wed.   | Dlp.   |
| ------- | ------------------- | ----------------- | ---------- | ---------- | ----- | ----- | ------ | ------ | ------ | ------ |
| 2016/17 | N.E.C.              | Eredivisie        | 1          | 0          | 0     | 0     | 0      | 0      | 1      | 0      |
| 2017/18 | Hamburger SV II     | Regionalliga Nord | 24         | 3          | 0     | 0     | 0      | 0      | 24     | 3      |
| 2018/19 | Hamburger SV II     | Regionalliga Nord | 24         | 0          | 0     | 0     | 0      | 0      | 24     | 0      |
| 2019/20 | Sportfreunde Lotte  | Regionalliga West | 23         | 0          | 3     | 0     | 0      | 0      | 26     | 0      |
| 2020/21 | SC Austria Lustenau | 2. Liga           | 28         | 0          | 1     | 0     | 0      | 0      | 29     | 0      |
| 2021/22 | SC Austria Lustenau | 2. Liga           | 28         | 0          | 2     | 0     | 0      | 0      | 30     | 0      |
| 2022/23 | SC Austria Lustenau | Bundesliga        | 25         | 0          | 2     | 0     | 3      | 0      | 30     | 0      |
| 2023/24 | SC Austria Lustenau | Bundesliga        | 18         | 0          | 3     | 0     | 0      | 0      | 21     | 0      |
| Totaal  | Totaal              | Totaal            | 171        | 0          | 11    | 0     | 3      | 0      | 185    | 0      |

Bijgewerkt op 6 maart 2024

## Interlandcarrière
Gmeiner is Oostenrijks jeugdinternational en nam met het Oostenrijks voetbalelftal onder 19 deel aan het Europees kampioenschap voetbal mannen onder 19 - 2016.